# Shieriai Tsuda
Shieriai Tsuda (* 6. September 1996) ist eine japanische Leichtathletin, die sich auf den Hochsprung spezialisiert hat.

## Sportliche Laufbahn
Erste internationale Erfahrungen sammelte Shieriai Tsuda im Jahr 2015, als sie bei den Asienmeisterschaften in Wuhan keinen gültigen Versuch zustande brachte. 2019 belegte sie bei den Asienmeisterschaften in Doha mit 1,75 m den fünften Platz und 2025 gelangte sie bei den Asienmeisterschaften in Gumi mit 1,83 m auf den siebten Platz.
2020 wurde Tsuda japanische Meisterin im Hochsprung im Freien sowie 2020 und 2025 in der Halle.